# جمعية المرشدين والكشافة الإيطالية الكاثوليكية
جمعية المرشدين والكشافة الإيطالية الكاثوليكية هي جمعية كاثوليكية للكشافة والإرشاد في إيطاليا. وهي جمعية مختلطة وتضم 183،925 عضوًا، بما في ذلك 33،268 قائدًا (منهم 2095 كاهنًا)، و1933 مجموعة محلية و6287 وحدات، مما يجعلها أكبر جمعية كشافة في البلاد.
تم تشكيل الجمعية في عام 1974 عند اندماج جمعية الكشافة الكاثوليكية الإيطالية التي تأسست عام 1916 وجمعية المرشدين الايطالية التي تأسست عام 1943. قام بعض قادة الجمعيتين الذين لم يوافقوا على الاندماج وقبل كل شيء عارضوا مبدأ التعليم المختلط ورفضوا الانضمام إلى الجمعية الجديدة بتشكيل الرابطة الإيطالية للمرشدين والكشافة الكاثوليكية في أوروبا في عام 1976، إلى جانب أعضاء ساخطين من أعضاء الجمعية الجديدة الأوائل.
منذ عام 1986 شكلت الجمعية جنبًا إلى جنب مع 12.000 فرد غير طائفي الاتحاد الكشفي الإيطالي وهو العضو الوطني الإيطالي في المنظمة العالمية للحركة الكشفية (المنظمة العالمية للحركة الكشفية) والجمعية العالمية للمرشدات وفتيات الكشافة.
في عام 1986 مُنح البابا يوحنا بولس الثاني شارة منديل الشارة الخشبية كقائد فخري لـ جمعية المرشدين والكشافة الإيطالية الكاثوليكية.

## التنظيم
الجمعية لها هيكل فيدرالي، يتألف من أقسام إقليمية وأبرشيات ومجموعات محلية.
المنطقة التي بها عدد أكبر من أعضاء الجمعية هي فينيتو (13.2٪ من الإجمالي)، تليها إميليا رومانيا (13.1٪) ولومباردي (10.5٪). نتيجة لذلك يوجد 49.4٪ من أعضاء الجمعية في شمال إيطاليا (29.6٪ في شمال شرق إيطاليا و19.8٪ في شمال غرب إيطاليا)، و20.0٪ في وسط إيطاليا و30.6٪ في جنوب إيطاليا والجزر. تأتي فينيتو أولاً بالمجموعات (11.5٪) والوحدات (12.2٪).